# Désenfumage
Contrairement à un feu à l'air libre où la fumée et la chaleur se diffusent librement dans l'atmosphère, avec un incendie dans un bâtiment, la fumée et la chaleur dégagées restent confinées à l'intérieur des locaux.
Le désenfumage consiste à évacuer une partie des fumées produites par l'incendie en créant une hauteur d'air libre sous la couche de fumée. Le but est de : 
- faciliter l'évacuation des occupants ;
- limiter la propagation de l'incendie ;
- permettre l'accès des locaux aux pompiers.

L'évacuation des fumées chaudes contribue également à limiter l'augmentation de température à l'intérieur des locaux et à éviter l'embrasement généralisé. Le risque pour le bâtiment est réduit du fait de la limitation de l'augmentation de température. En effet, à haute température la plupart des matériaux de construction perdent leur résistance mécanique, ce qui peut provoquer un effondrement du bâtiment.

## Principes
L'évacuation des fumées des locaux et circulations est réalisée par :
- désenfumage naturel ;
- désenfumage mécanique.

Pour les circulations et escaliers, une troisième solution est parfois autorisée :
- mise à l'abri des fumées (mise en surpression).

Quelle que soit la solution technique choisie, le désenfumage consiste toujours en un balayage de l'espace à désenfumer par un flux d'air. Cela signifie une évacuation des fumées d'un côté et une amenée d'air frais de l'autre.
Pour la France, l'instruction technique no 246 du 22 mars 2004 permet de dimensionner le désenfumage (surfaces, débits, etc.), les normes de la série NF S 61-93x permettent de déterminer les matériels à mettre en œuvre.
En Suisse la directive AEAI No 22-002f règlemente le désenfumage des parkings souterrains.
Les normes de l'AEAI (Association des Établissements d'Assurance Incendie = assureur immobilier) prévoient également le désenfumage dans des situations provenant de locaux fermés, ou des locaux pouvant recevoir (par compartiment coupe-feu) plus de 100 personnes. Pour les locaux de plus de 100 personnes un concept de désenfumage peut être exigé et pour les locaux de plus de 1000 personnes, il est de plus en plus souvent demandé une simulation de désenfumage (mis le 13.09.2011).
Les mesures décrites dans cet article donnent un aperçu de ce que peut exiger le règlement de sécurité incendie en France, en aucun cas elles se substituent à celui-ci. Le fonctionnement d'une installation de désenfumage est intimement lié à celui du système de sécurité incendie (SSI) dont la définition est trop complexe pour être décrite dans cet article (ce sujet pourrait d'ailleurs faire l'objet d'une autre rubrique).

### Évacuation des fumées

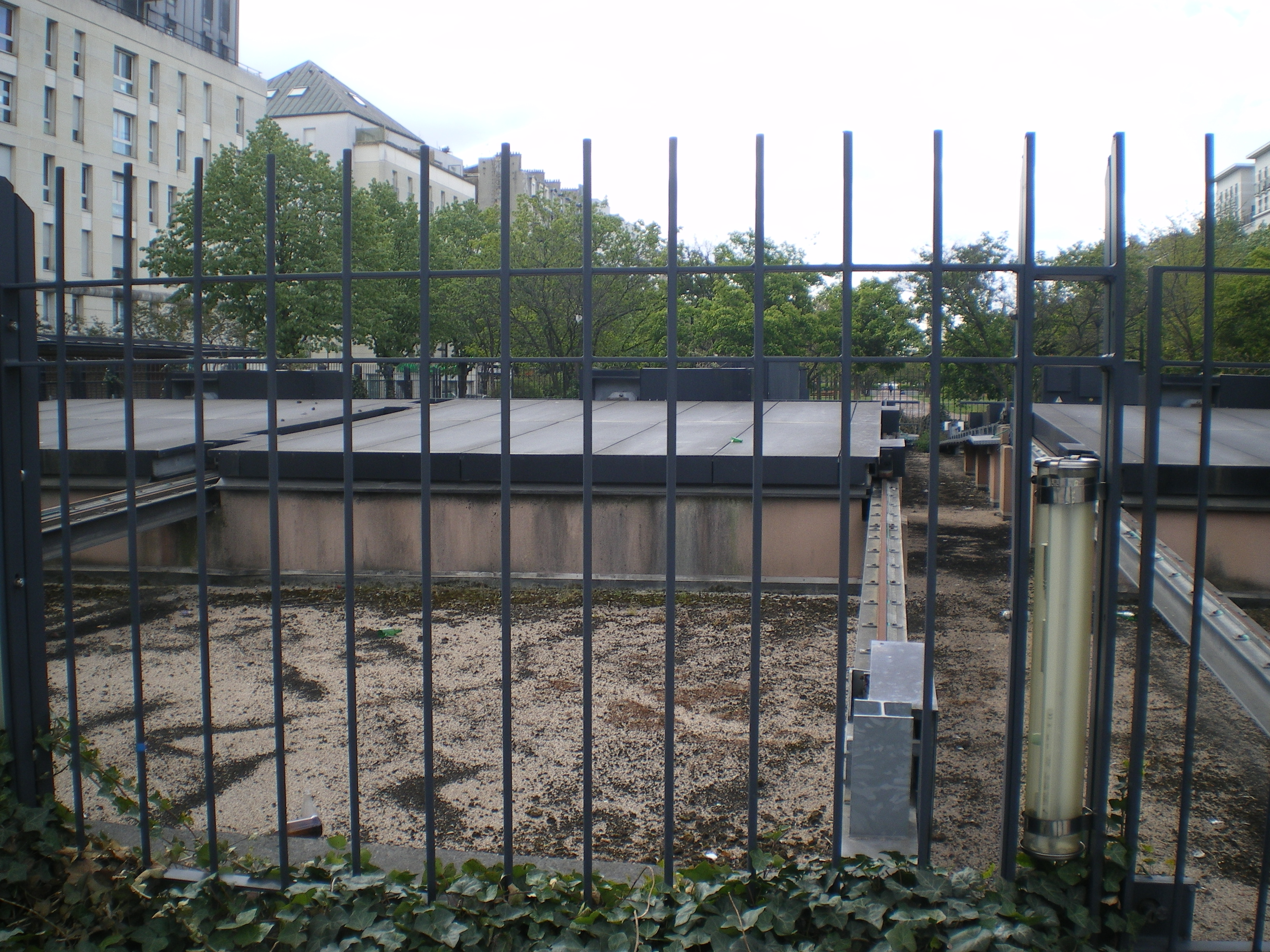
Trappes de Désenfumage du tunnel du Landy sur l'A1

Les fumées ont toujours tendance à se stratifier et s'accumuler en hauteur. L'évacuation des fumées sera donc toujours assurée en partie haute du local ou de la circulation par des
- ouvrants en façade ;
- exutoires (en toiture) ;
- bouches (raccordées à des conduits).

Dans un même local ou circulation à désenfumer, il ne faut jamais mêler un désenfumage mécanique avec un désenfumage naturel ; de par sa puissance d'aspiration, le désenfumage mécanique peut annuler et même inverser le tirage thermique naturel dans les circuits d'évacuation du désenfumage naturel (ce principe est cependant partiellement dérogé dans le cas des atriums).
Pour éviter la propagation de l’incendie vers les bâtiments tiers, toutes les dispositions doivent être prises pour que le débouché des exutoires ou des conduits d’évacuation soit à une distance suffisante des tiers.

#### Désenfumage naturel

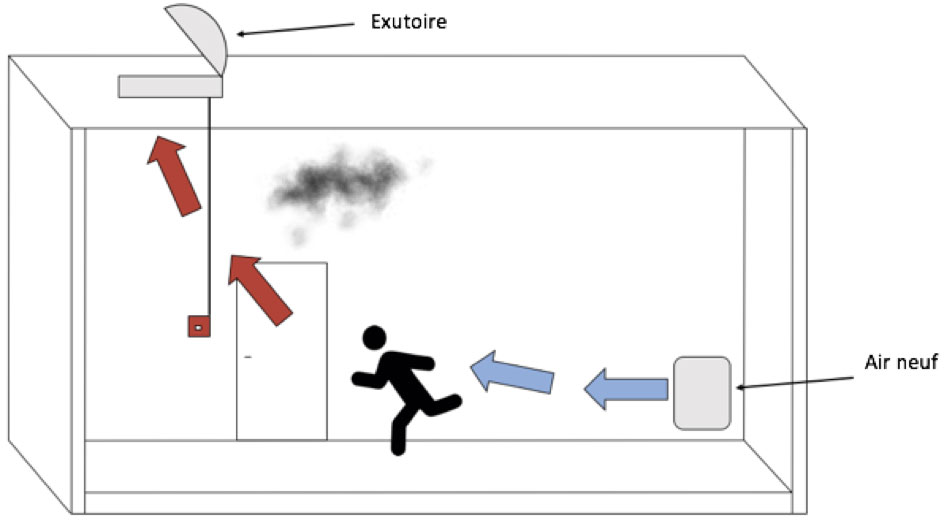
Schéma du principe de désenfumage par tirage naturel et des flux d'airs.

Il s'agit d'évacuer les fumées à l'extérieur par tirage thermique naturel (effet cheminée), soit directement par des exutoires ou des ouvrants en façade, soit par l'intermédiaire de conduits. Les Dispositifs d’Évacuation Naturelle de Fumées et de Chaleur (DENFC) sont adaptés aux locaux supérieurs à 300 m² et aux locaux aveugles de plus de 100 m². 

#### Désenfumage mécanique
Le désenfumage mécanique est adapté aux locaux de faible hauteur comme des circulations horizontales (couloirs…).

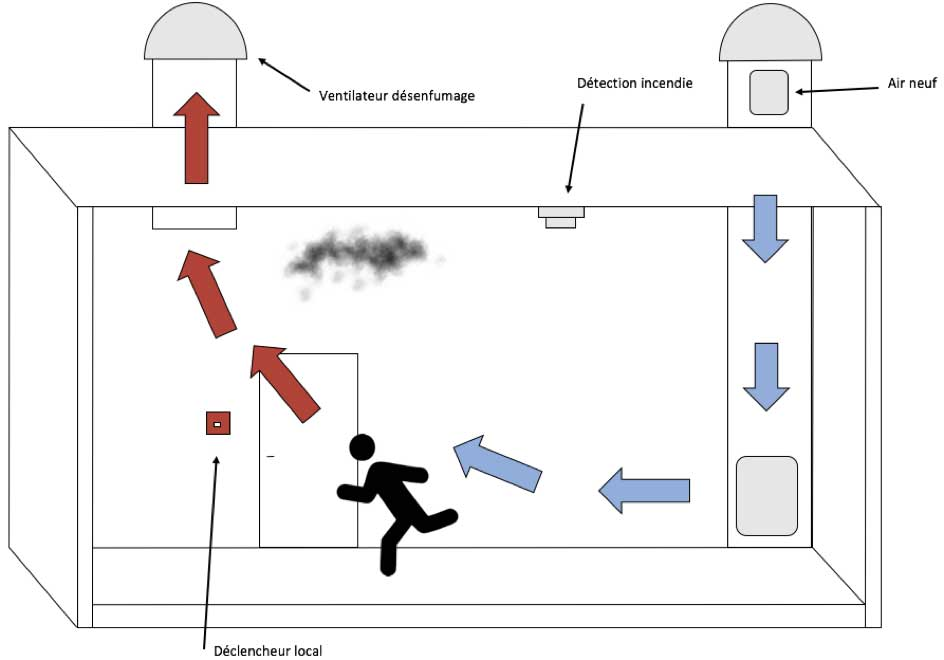
Schéma du principe de fonctionnement du désenfumage par tirage mécanique et des flux d'airs.

L'évacuation des fumées est effectuée par un ventilateur qui les aspire dans un conduit et les rejette à l'extérieur. On peut compléter ces actions par une mise en surpression relative des espaces à protéger des fumées. 
Le désenfumage mécanique ne doit jamais être utilisé pour désenfumer des escaliers. En effet les fumées auront très probablement comme source des locaux attenants et l'extraction mécanique pourrait alors dangereusement favoriser la propagation des fumées dans l'escalier rendant celui-ci inaccessible pour les personnes souhaitant évacuer le bâtiment.

### Amenée d'air neuf
Les prises extérieures d’air neuf doivent être situées dans une zone non susceptible d’être enfumée.
Pour ne pas déstratifier les fumées, l'air frais doit toujours entrer en partie basse du local ou de la circulation à désenfumer.
Dans un même local ou circulation à désenfumer, il ne faut jamais mêler des amenées d'air naturel et mécanique, il pourrait se créer des flux préférentiels qui rendraient le désenfumage totalement inefficace.

#### Amenée d'air naturelle
L'air frais entre par la dépression créée par l'évacuation des fumées, il s'agit :
- des ouvrants en façade ;
- des portes des locaux à désenfumer donnant sur l'extérieur ou sur des volumes largement aérés ;
- des escaliers non encloisonnés ;
- des bouches.

#### Amenée d'air mécanique
L'air frais est soufflé par des bouches.
La vitesse de soufflage doit être limitée (≤ 5 m/s)pour ne pas déstratifier les fumées.
Le débit d'amenée d'air mécanique doit toujours rester inférieur au débit d'extraction (en France l'instruction technique no 246 du 22 mars 2004 indique de respecter un débit d'amenée d'air de l'ordre de 0,6 fois le débit extrait), afin d'éviter de mettre le local sinistré en surpression par rapport au reste du bâtiment (risque de migration des fumées).

### Mise à l'abri des fumées
Cette méthode n'est autorisée que pour les escaliers, et exceptionnellement pour les circulations horizontales ou les espaces d'attente sécurisés, lorsque le désenfumage naturel ne peut être assuré. Elle consiste à souffler dans le volume à protéger et de créer une surpression. Pour que la surpression soit suffisante mais que l'ouverture des portes donnant sur le volume reste possible facilement, la surpression doit être comprise entre 20 Pa et 80 Pa. De plus, pour les escaliers, le débit de soufflage doit être réglé pour assurer une vitesse de passage de plus de 0,5 m/s à travers la porte d’accès ouverte du niveau sinistré, les autres portes étant fermées.
Il ne s'agit pas exactement de désenfumage puisqu'il n'y a pas d'extraction des fumées, la surpression empêche les fumées d'entrer, tous les locaux adjacents doivent alors obligatoirement être désenfumés.

## Commande du désenfumage
Quel que soit le mode de fonctionnement du système, le désenfumage doit toujours pouvoir être déclenché manuellement.
Suivant le type d'ouvrage, le règlement de sécurité peut imposer un déclenchement par une détection automatique.

## Ouvrages où le désenfumage peut être exigé
Note: Les exigences décrites ci-après sont valables pour la France, elles peuvent varier en fonction du pays.

### Établissement recevant du public

#### 1ergroupe-1reà4ecatégories

##### Circulations
Le règlement de sécurité, dans les articles DF, impose le désenfumage de certaines circulations horizontales encloisonnées et halls accessibles au public :
- circulations de longueur totale supérieure à 30 mètres ;
- circulations desservies par des escaliers mis en surpression ;
- circulations desservant des locaux réservés au sommeil ;
- circulations situées en sous-sol.

##### Locaux
Il impose également le désenfumage de certains locaux :
- locaux de plus de 100 m2 en sous-sol
- locaux de plus de 300 m2 en rez-de-chaussée et en étage
- locaux de plus de 100 m2 sans ouverture sur l'extérieur (porte ou fenêtre)

##### Compartiments
Quand ce principe de distribution est autorisé et utilisé, les compartiments doivent être désenfumés :
- si le compartiment comporte des cloisons toute hauteur (de plancher bas à plancher haut), les circulations, quelle que soit leur longueur, sont désenfumées ainsi que les locaux définis ci-avant ;
- si le compartiment est traité en plateau paysager, ou avec des cloisons partielles, l'ensemble du volume est désenfumé

##### Escaliers
Tous les escaliers encloisonnés doivent être désenfumés.
Le désenfumage des escaliers non encloisonnés n'est pas exigible, si les volumes avec lesquels ils communiquent directement (niveaux, locaux, circulations, etc.) ne sont pas obligatoirement désenfumés.
Le désenfumage des escaliers desservant au plus deux niveaux en sous-sol n'est pas exigible non plus.

##### Déclenchement
Le déclenchement du désenfumage peut être manuel ou automatique selon les dispositions particulières de chaque type d'ERP.
Voir les types particuliers du règlement de sécurité ERP pour plus de détails.

#### 2egroupe-5ecatégorie
L'article PE 14 liste les volumes à désenfumer dans le cas général. Voir également les dispositions spécifiques à chaque type d'établissement (articles PO notamment)
- Les salles situées en rez-de-chaussée et en étage de plus de 300 mètres carrés et celles de plus de 100 mètres carrés situées en sous-sol doivent être désenfumées.
- Les escaliers encloisonnés doivent être désenfumés.

### Atrium
Le terme générique "atrium" est utilisé ici pour désigner un volume libre intérieur sur plusieurs niveaux d'un bâtiment (atrium, patio, puits de lumière, etc.).
L'atrium ainsi que tous les locaux et circulations adjacents ouverts sur celui-ci doivent être désenfumés, naturel ou mécanique pour l'atrium, obligatoirement mécanique pour les locaux et circulations adjacents.
Le désenfumage mécanique les locaux et circulations ouverts sur l'atrium évite l'amorce du tirage thermique par l'atrium (effet cheminée) susceptible de transmettre l'incendie à tous les niveaux supérieurs.
Le déclenchement du désenfumage doit être automatique et doublé d'une commande manuelle.

### Bâtiment d'habitation
En général le désenfumage est imposé dans les escaliers protégés, et les circulations communes des immeubles classés troisième famille B ou quatrième famille selon l'arrêté du 31 janvier 1986. Le déclenchement du désenfumage peut être manuel ou automatique.

### Immeuble de grande hauteur(IGH)
Le règlement IGH admet deux solutions :
- Solution A
  - soufflage dans les escaliers (surpression)
  - soufflage et extraction (débit identique) dans chaque sas (pression)
  - soufflage et extraction dans les circulations horizontales communes (dépression)
- Solution B
  - soufflage dans les escaliers (surpression)
  - Soufflage dans les sas (pression)
  - Passage de l'air des sas dans les circulations horizontales communes
  - Extraction dans les circulations horizontales communes (dépression)

Le déclenchement est automatique dans le premier compartiment sinistré, par des détecteurs sensibles aux fumées répartis dans les circulations horizontales communes, et manuel dans les autres compartiments, sur ordre des sapeurs-pompiers (lors d'une 2e détection, les volets de désenfumage ne s'ouvrent pas) le désenfumage de secours peut être utilisé par les sapeurs-pompiers pour désenfumer un autre niveau.

### Parking
Les parkings couverts doivent être systématiquement désenfumés.

### Local professionnel
Le Code du travail peut exiger le désenfumage de certains locaux professionnels, en général il s'agit des locaux de plus de 300 m2 en rez-de-chaussée ou en étage et de plus de 100 m2 aveugles ou en sous-sol.
Désenfumage. Sécurité incendie sur les lieux de travail Brochure de l'INRS parue en octobre 2009

## Sources
Les textes ci-après sont valables uniquement pour la France
- Arrêté du 25 juin 1980 portant approbation des dispositions générales du règlement de sécurité contre les risques d'incendie et de panique dans les établissements recevant du public
- Instruction technique no 246 mise à l'abri des fumées ou désenfumage
- Instruction technique no 263 relative à la construction et au désenfumage des volumes libres intérieurs dans les établissements recevant du public
- Circulaire du 7 juin 1974 relative au désenfumage dans les IGH
- Arrêté du 31 janvier 1986 relatif à la protection contre l'incendie des bâtiments d'habitation
- Code du travail français, articles de la série R235
- Normes de la série NF S 61-93x
- Règlement de la sécurité